# Oberjura
| ❮ | System  | Serie      | Stufe         | ≈ Alter (mya) |
| ❮ | später  | später     | später        | jünger        |
| - | ------- | ---------- | ------------- | ------------- |
| ❮ | J u r a | Oberjura   | Tithonium     | 145 ⬍ 152,1   |
| ❮ | J u r a | Oberjura   | Kimmeridgium  | 152,1 ⬍ 157,3 |
| ❮ | J u r a | Oberjura   | Oxfordium     | 157,3 ⬍ 163,5 |
| ❮ | J u r a | Mitteljura | Callovium     | 163,5 ⬍ 166,1 |
| ❮ | J u r a | Mitteljura | Bathonium     | 166,1 ⬍ 168,3 |
| ❮ | J u r a | Mitteljura | Bajocium      | 168,3 ⬍ 170,3 |
| ❮ | J u r a | Mitteljura | Aalenium      | 170,3 ⬍ 174,1 |
| ❮ | J u r a | Unterjura  | Toarcium      | 174,1 ⬍ 182,7 |
| ❮ | J u r a | Unterjura  | Pliensbachium | 182,7 ⬍ 190,8 |
| ❮ | J u r a | Unterjura  | Sinemurium    | 190,8 ⬍ 199,3 |
| ❮ | J u r a | Unterjura  | Hettangium    | 199,3 ⬍ 201,3 |
| ❮ | früher  | früher     | früher        | älter         |

Der Oberjura (auch Oberer Jura) ist die oberste chronostratigraphische Serie des Jura in der Erdgeschichte. In der älteren Literatur, z. T. auch noch in der populärwissenschaftlichen Literatur, wird dieser Abschnitt häufig auch als Malm oder Weißer Jura (Weißjura) bezeichnet. Beide Begriffe sollten aber für die chronostratigraphische Einheit nicht mehr verwendet werden. Sie finden jedoch im Rahmen der lithostratigraphischen Gliederung des Süddeutschen- und Norddeutschen Jura (im Sinne einer Gruppe von Formationen) weiterhin Verwendung. Der Oberjura liegt auf der Serie des Mitteljura und wird vom Berriasium der Unterkreide-Serie überlagert. Er entspricht in der geochronologischen Gliederung dem Zeitraum von etwa 163.5 bis 145 Millionen Jahren.

## Ältere Bezeichnungen
In älteren Arbeiten, vor allem aber in der populärwissenschaftlichen Literatur, wird dieser Zeitabschnitt auch als Weißer Jura (Weißjura) oder Malm bezeichnet. Dies ist nicht korrekt, da hier zwei verschiedene stratigraphische Gliederungen (Chronostratigraphie und Lithostratigraphie) vermischt werden. Die lithostratigraphische Einheit des Weißen Jura oder Weißjura in Süddeutschland ist in erster Linie von hellen Kalken und Kalkmergeln dominiert, daher auch der Name. Da jedoch die Ablagerungen des Weißen Jura deutlich nach Beginn des Oberjura einsetzen und in weiten Bereichen des Süddeutschen Jura bereits deutlich vor der Jura/Kreide-Grenze aufhören, ist der lithostratigraphische Begriff Weißer Jura nicht exakt gleichbedeutend mit der chronostratigraphischen Oberjura-Serie. Malm ist ein weiterer historischer Begriff, der für die Serie des Oberen Jura noch häufig gebraucht wird. Die Bezeichnung stammt von Gesteinen, die in der Umgebung von Oxford in England zu Tage treten. Er ist heute provisorisch für eine lithostratigraphische Gruppe im Oberjura Norddeutschlands reserviert (Norddeutscher Malm). Ein Problem besteht für die wissenschaftliche Datierung der jüngsten Ablagerungen. Die sogenannte Münder-Formation wurde bisher als oberste (jüngste) lithostratigraphische Formation in den Malm gestellt, nach der biostratigrafischen Korrelation (vergleichender Fossilinhalt) liegt die Jura-Kreide-Grenze aber bereits innerhalb der Münder-Formation. Über die letztendliche Grenzziehung und Verwendung der stratigraphischen Einheit Norddeutscher Malm in Mittel- und Norddeutschland wurde noch nicht abschließend entschieden.

## Chronostratigraphische Untergliederung der Oberjura-Serie
Die chronostratigraphische Oberjura-Serie wird weiter in folgende Stufen unterteilt:
- System: Jura (201.3–145 mya)
  - Serie: Oberjura (163.5–145 mya)
    - Stufe: Tithonium (152.1–145 mya), (entspricht in etwa der regionalen Stufe des Portlandium)
    - Stufe: Kimmeridgium (157.3–152.1 mya)
    - Stufe: Oxfordium (163.5–157.3 mya)

  - Serie: Mitteljura (174.1–163.5 mya)
  - Serie: Unterjura (201.3–174.1 mya)

## Verbreitung

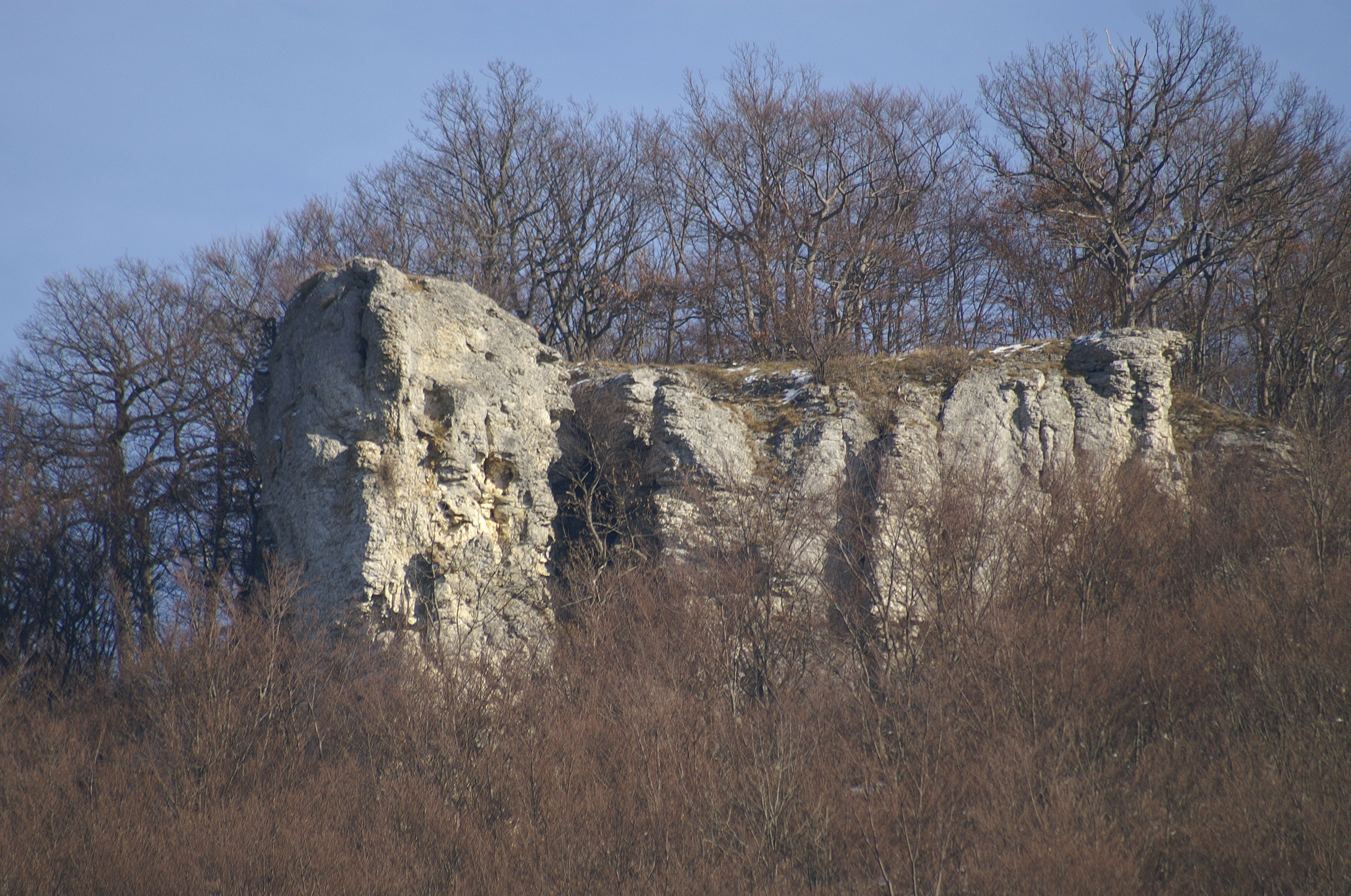
Tiersteinfels auf der Schwäbischen Alb bei Bad Ditzenbach

Der Obere Jura ist großflächig in Süddeutschland (Schwäbische Alb und Fränkische Alb), dem französischen Jura und in der Schweiz aufgeschlossen. Daneben tritt der Obere Jura aber auch in Norddeutschland im Weserbergland und Leinebergland zutage.

## Fossillagerstätten und wirtschaftliche Bedeutung

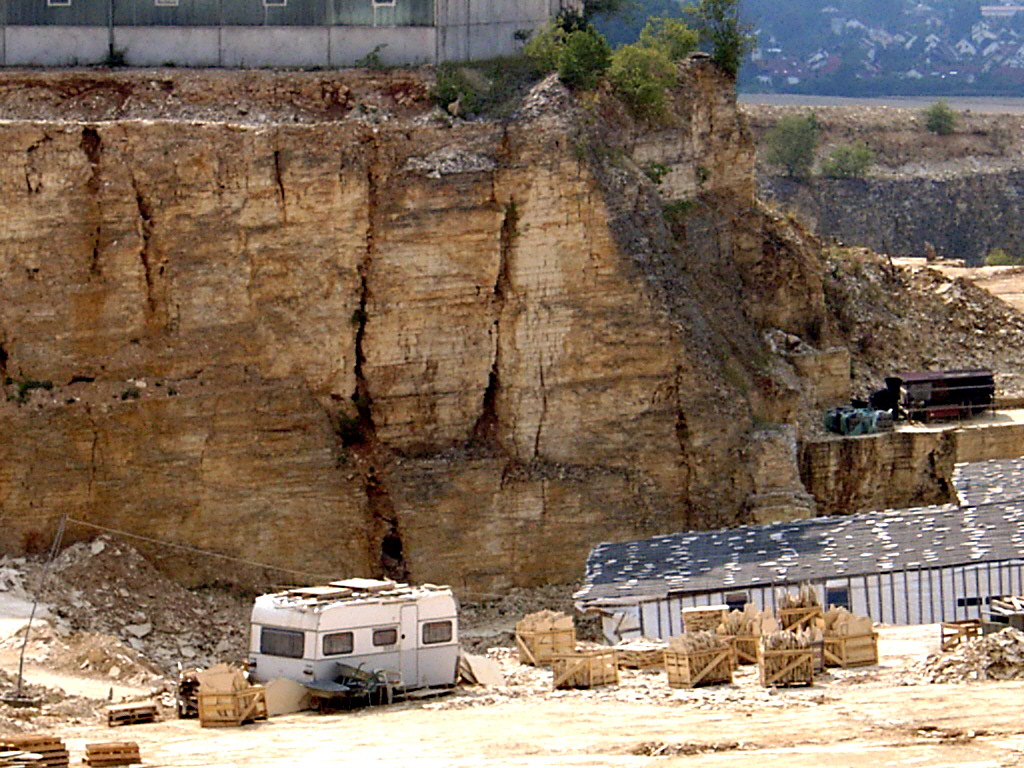
Steinbruch im Solnhofener Plattenkalk. Langenaltheim, Franken

Es handelt sich um Kalksteine mit eingeschalteten fossilführenden Horizonten. Berühmte Kalksteine des Weißen Jura sind die sehr feinkörnigen Plattenkalke aus Solnhofen und Umgebung, die von Alois Senefelder 1798 für den Steindruck, die Lithographie, entdeckt wurden. Für die Paläontologie ist die Entdeckung des ersten wie weiterer Exemplare von Archaeopteryx in den Solnhofener Plattenkalken von herausragender Bedeutung.
Neben den Solnhofener Plattenkalken sind der Treuchtlinger Marmor, ein Kalkstein, reich an Fossilien wie Ammoniten, Belemniten, Brachiopoden, Seeigeln und Muscheln (wird zu Wand- und Bodenplatten für architektonische Zwecke verarbeitet), und der Nusplinger Plattenkalk – wegen seiner Fossilfunde – überregional bekannt. 
In Süddeutschland ist der Oberjura ein bedeutender Karstgrundwasserleiter. Er wird im Bereich des Molassebeckens auch zur Gewinnung geothermischer Energie genutzt.